# Mounira Solh
Pour les articles homonymes, voir Solh.
Mounira Solh (19 septembre 1911 - 27 novembre 2010) a joué un rôle de premier plan au Liban pour la défense des droits des femmes et des personnes ayant un handicap. Elle a été l'une des premières femmes à se porter candidate à des élections parlementaires au Liban et dans le monde arabe.
Elle a fondé en 1959 l'Institut al-Amal pour les personnes ayant un handicap et une déficience mentale, le premier du genre à avoir été établi au Liban et dans le monde arabe. Elle a créé en 1984 la première association au Liban regroupant les parents d'enfants ayant une déficience mentale.

## Biographie
Mounira Solh fait ses premiers pas d'activiste en prenant la tête des manifestations féminines durant les évènements qui conduisent à l'indépendance du Liban en 1943. Avocate inlassable de la cause des femmes, elle décide de briguer en 1960 un siège au Parlement libanais dans une circonscription de Beyrouth, devenant ainsi la première musulmane à se porter candidate à des élections législatives au Liban et peut-être dans le monde arabe. Elle se porte candidate à deux autres reprises par la suite (1964, 1968), mais elle n'est jamais élue.
En 1933, son diplôme universitaire en poche, elle se rend à Bagdad où elle enseigne pendant deux ans à l'invitation du gouvernement irakien alors en train de réformer ses programmes éducationnels. À son retour au Liban en 1935, elle épouse son cousin Wahid Solh.
Elle tente d'exercer une influence pour promouvoir des lois en faveur des femmes et des personnes ayant un handicap et, en 1951, elle devient membre du Conseil des Femmes Libanaises (CFL). Elle est responsable des équipes de secours pour les victimes du grand incendie de Beyrouth en 1956.
Un an après l'assassinat de son mari pendant la guerre civile de 1958, Mounira Solh fonde l'Institut Al-Amal. Elle-même mère d'un enfant ayant un lourd handicap mental, elle souhaite venir en aide tant aux enfants qui, comme son fils Salim, sont alors des laissés-pour-compte de la société qu'aux parents souvent désemparés et sans ressource pour affronter cette situation.

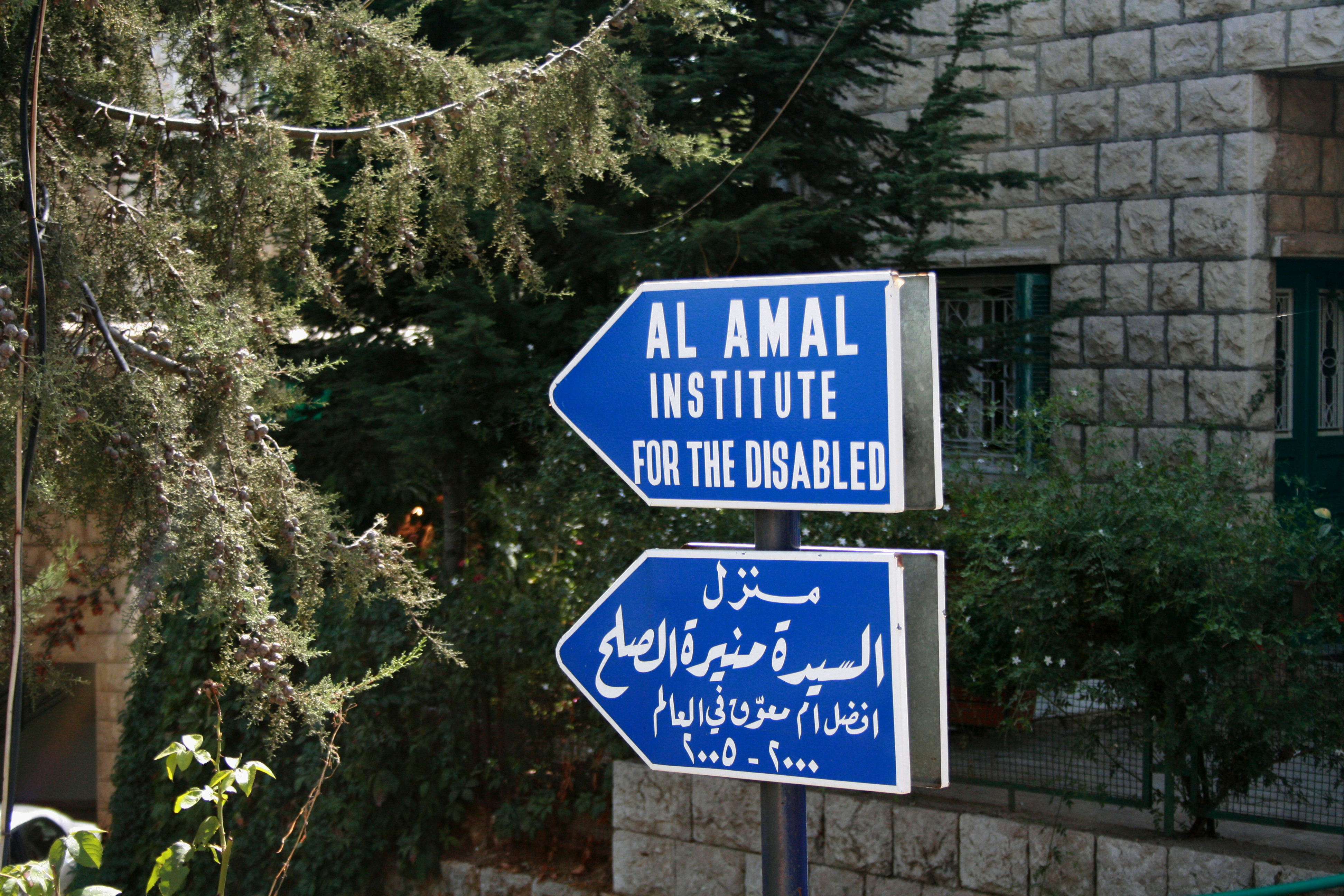
Institut Al Amal, Broumana, Liban

En 1968, elle devient membre de Réhabilitation internationale, l'une des plus importantes organisations pour les droits des personnes ayant un handicap, et est élue à la vice-présidence du Conseil des Femmes Libanaises. Elle devient membre permanent du Conseil international de la femme en 1970. Elle représente le Liban dans plusieurs conférences internationales sur les droits des personnes ayant un handicap et reçoit une distinction spéciale du président américain Richard Nixon pour sa participation à trois conférences organisées au début des années 1970 par le Comité présidentiel sur l'emploi pour les personnes ayant un handicap à Washington.
Mounira Solh a été honorée lors d'une cérémonie organisée en 2009 à Beyrouth pour le 50e anniversaire de la fondation de son Institut.
Elle meurt le 27 novembre 2010 à l'âge de 99 ans. Sa fille Sana Solh et son fils Nassib Solh poursuivent son œuvre au sein de l'Institut Al Amal.

## Famille
Mounira Solh est issue d'une illustre famille originaire de la ville portuaire de Saïda, l'ancienne Sidon, qui a donné au Liban quatre Premiers ministres: Riad Solh, Sami Solh, Takieddine Solh et Rachid Solh. Elle vient d'une famille "mixte", à l'image du Liban: son père Abdel Rahim Solh était de confession musulmane sunnite, et sa mère, Mahiba Achkar, une catholique maronite originaire de Broumana, un lieu de villégiature à l'est de Beyrouth.
Mounira Solh a donné naissance à cinq enfants : Samir (qui avait de très lourds handicaps, mort en bas âge), Najla (morte de maladie en bas âge), Salim (déficient mental, 1942 - 2002), Sana et Nassib. Elle a neuf petits-enfants : Assaad, Nadim et Nayla Razzouk ; Nael et Hala Raad ; Wahid, Mounira, Omar et Maria Solh.

## Éducation
Mounira Solh a étudié à l’École américaine de Tripoli, dans le nord du Liban, en 1929, avant d'entamer des études universitaires à Beyrouth à l'American Junior College for Women (aujourd'hui l'Université libano-américaine) dont elle est diplômée en 1933.
Elle reçoit un Certificat d'infirmière de la Croix-rouge libanaise en 1950 et un diplôme en 1975 de formation pour la réhabilitation des personnes ayant un handicap au Selly Oak Colleges de Birmingham, en Grande-Bretagne.

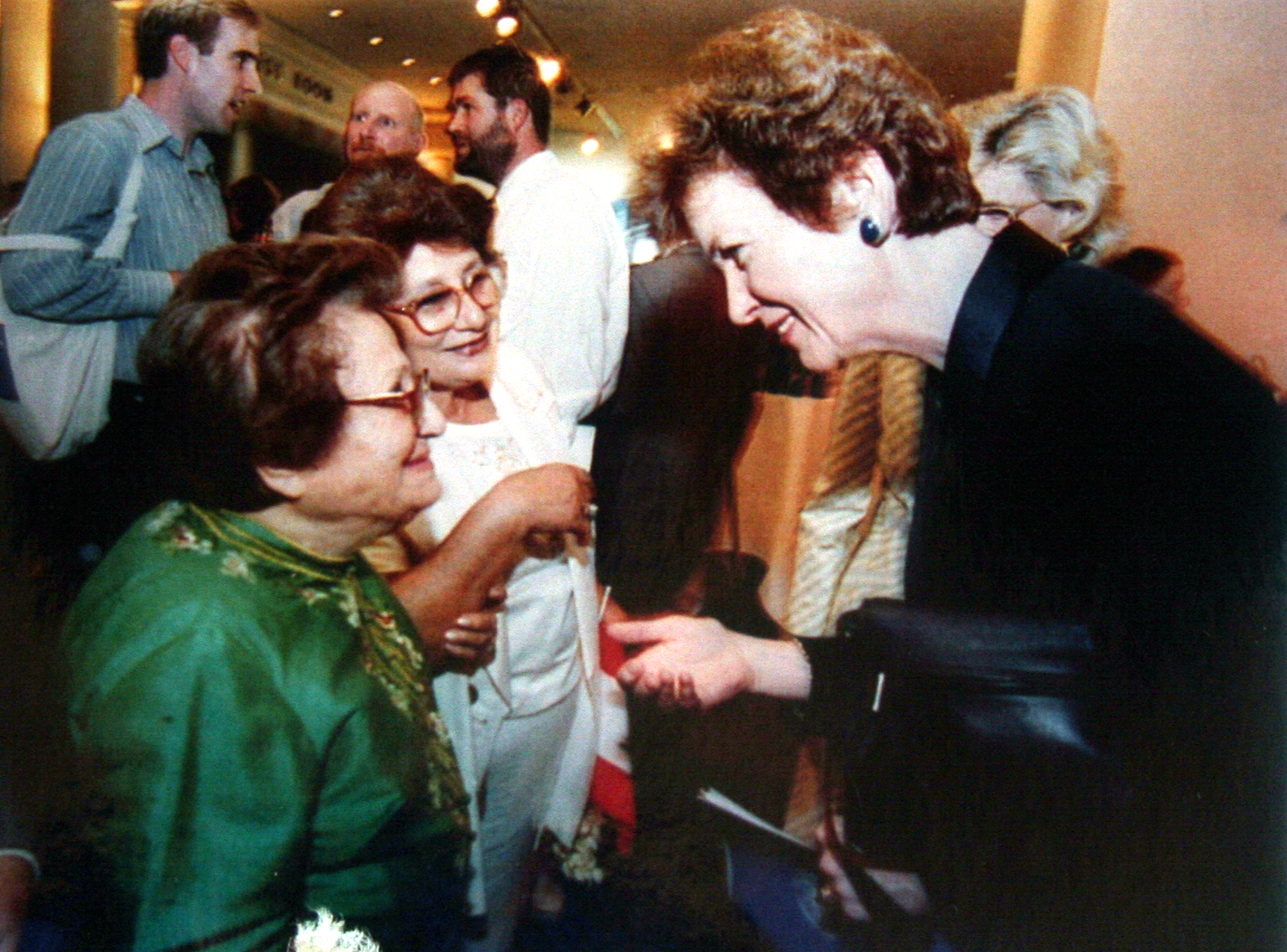
Mme Mounira Solh recoit les félicitations de Mme Mary Robinson pour le prix Rose Fitzgerald Kennedy Mothers' Leadership Award 2000-2005 lors d'une cérémonie à Seattle aux États-unis, en 2000.

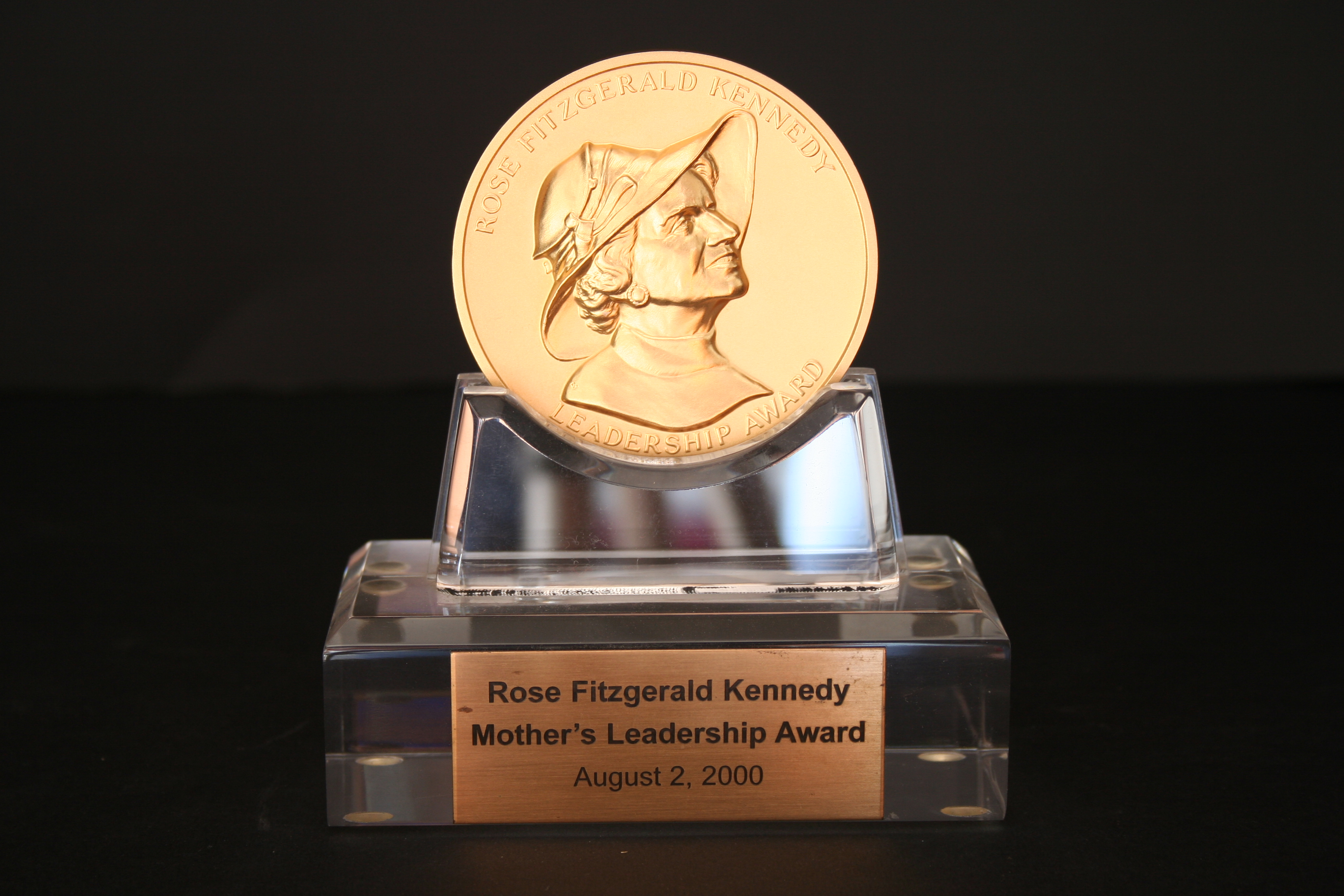
Le prix Rose Fitzgerald Kennedy Mothers' Leadership Award 2000-2005 octroyé à Mme Mounira Solh

## Distinctions
Mounira Solh a reçu plusieurs prix et distinctions, y compris l'Ordre national du Cèdre décerné par le président de la République libanaise en 2000.
Elle est la récipiendaire du très prestigieux Rose Fitzgerald Kennedy Mothers' Leadership Award en 2000-2005 pour son "rôle de premier plan et son engagement à long terme pour le développement et l'amélioration des services, de la protection et de la politique concernant les personnes ayant un handicap".

### Autres distinctions
- Distinction des mères du Liban de l'Université Haigazian, Beyrouth, Liban, en mai 2004[13]
- Prix de la femme arabe, Fondation Hariri, Beyrouth, Liban, 2002
- Prix Or, décerné par le président de la République libanaise en 1995
- Prix de la santé publique, décerné par le président de la République libanaise en 1974
- Distinction spéciale de l'organisation Rehabilitation International à Sydney, Australie, en 1972
- Distinction spéciale du président américain Richard Nixon durant sa participation à la conférence du Comité présidentiel sur l'emploi pour les personnes ayant un handicap à Washington en 1972